# 濱河聖何塞
滨河圣何塞（西班牙語：San José de los Arroyos）是巴拉圭的城鎮，位於該國東部，由卡瓜蘇省負責管轄，面積887平方公里，海拔高度227米，2008年人口5,544，人口密度每平方公里6.25人。